# Rubidiumklorid
Rubidiumklorid (RbCl) är ett vitt kristallint ämne som används som katalysator och tillsats i bensin.

## Framställning
Ett sätt att framställa rubidiumklorid är att låta Rubidiumhydroxid reagera med saltsyra. Den resulterande saltlösningen kan sedan renas genom omkristallisation:
{\displaystyle {\ce {RbOH + HCl -> RbCl + H2O}}}
Rubidiummetall har även förmågan att reagera energiskt med alla halogener för att bilda rubidiumhalider. En alternativ framställningsprocess kan ske genom reaktion med klorgas. Denna metod anses dock mindre kostnadseffektiv:
{\displaystyle {\ce {2Rb + Cl2 -> 2RbCl}}}

## Användning
Rubidiumklorid används som katalysator och tillsats i bensin. Ämnet har även visats ha antidepressiva effekter genom att öka mängden dopamin och noradrenalin i kroppen.